# Иванина, Людмила Ивановна
Иванина, Людмила Ивановна (1917–2011)— советская ученая-ботаник, флорист, систематик высших растений. Специалист по семействам Норичниковые (Scrophulariaceae) и Геснериевые (Gesneriaceae), родам Digitalis (Наперстянка) и Мытник (Pedicularis). Член Русского ботанического общества с 1998 года.

## Биография
Родилась 20 сентября 1917 г. в Петроградской губернии на станции Саблино в семье железнодорожного служащего, её мать работала в школе. В 1935 г. поступила в Ленинградский государственный университет (ЛГУ) на биологический факультет. В студенческие годы в 1938 г. под руководством проф. С. В. Юзепчука участвовала в поездке в Крым с целью сбора и изучения растений его южного берега. Учеба в ЛГУ завершилась в 1940 г. получением диплома с отличием. Л. И. сразу же была принята научно-техническим работником в Ботанический институт АН СССР (БИН) в Отдел растительного сырья.
Таксономическая обработка рода Digitalis (Наперстянка) вошла и в классическую «Флору СССР» (1955). Так Людмила Ивановна стала членом большого коллектива авторов «Флоры СССР».
Активно работала для издания «Жизнь растений» под руководством акад. А. Л. Тахтаджяна. Ею даны квалифицированные, точные характеристики значительного числа крупных морфологически сложных семейств цветковых растений.